# Stefán Hrafnsson
Stefán Hrafnsson (* 11. Mai 1983) ist ein ehemaliger isländischer Eishockeyspieler, der zuletzt bis 2015 bei Skautafélag Akureyrar in der isländischen Eishockeyliga unter Vertrag stand.

## Karriere
Stefán Hrafnsson begann seine Karriere als Eishockeyspieler in Akureyri beim örtlichen Skautafélag Akureyrar, für den er in der Spielzeit 2000/01 in der isländischen Eishockeyliga debütierte. Nachdem er mit dem Klub 2001, 2002 und 2003 isländischer Meister geworden war, ging er zu Ísknattleiksfélagið Björninn in die Hauptstadt Reykjavík. Bereits nach einem Jahr wechselte er zum Lokalkonkurrenten Skautafélag Reykjavíkur, mit dem er 2006 und 2007 den isländischen Titel gewinnen konnte. 2008 kehrte er nach Akureyri zurück und konnte mit dem Klub 2010, 2011, 2013, 2014 und 2015 erneut die Meisterschaft gewinnen. Im Anschluss an den letzten Titel beendete er seine Karriere.

### International
Im Juniorenbereich nahm Stefán Hrafnsson für Island an der U18-D-Europameisterschaft 1998, den U18-Weltmeisterschaften der Europa-Division 2 1999 und 2000 und 2001 an der Qualifikation zur Division III der U18-Weltmeisterschaft sowie den U20-D-Weltmeisterschaften 1999 und 2000 und nach Umstellung auf das heutige Divisionensystem 2001 an der Qualifikation zur Division III der U20-Weltmeisterschaft, an der U20-Weltmeisterschaft der Division III 2002 und an der U20-Weltmeisterschaft der Division II 2003 teil.
Parallel dazu spielte Stefán Hrafnsson bereits in der Herren-Nationalmannschaft. Sein Debüt gab er als 17-Jähriger bei der Weltmeisterschaft 2001, als er mit den Isländern in der Division II spielte. Auch 2002, 2003, 2005, 2007, 2008, 2009, 2011 und 2013 spielte er in der Division II. Nach zwischenzeitlichen Abstiegen spielte er 2004 und 2006 in der Division III, wobei aber jeweils der sofortige Wiederaufstieg gelang.

## Erfolge und Auszeichnungen
- 2001 Isländischer Meister mit Skautafélag Akureyrar
- 2002 Isländischer Meister mit Skautafélag Akureyrar
- 2002 Aufstieg in die Division II bei der U20-Weltmeisterschaft der Division III
- 2003 Isländischer Meister mit Skautafélag Akureyrar
- 2004 Aufstieg in die Division II bei der Weltmeisterschaft der Division III
- 2006 Isländischer Meister mit Skautafélag Reykjavíkur
- 2006 Aufstieg in die Division II bei der Weltmeisterschaft der Division III
- 2007 Isländischer Meister mit Skautafélag Reykjavíkur
- 2010 Isländischer Meister mit Skautafélag Akureyrar
- 2011 Isländischer Meister mit Skautafélag Akureyrar
- 2013 Isländischer Meister mit Skautafélag Akureyrar
- 2014 Isländischer Meister mit Skautafélag Akureyrar
- 2015 Isländischer Meister mit Skautafélag Akureyrar